# Berliner Zeitung
De Berliner Zeitung is een in 1945 opgericht regionaal dagblad gevestigd in Berlijn. Het is met een verkochte oplage van 136.728 exemplaren het grootste abonnementendagblad in de regio Berlijn-Brandenburg en wordt vooral in de oostelijke wijken van Berlijn gelezen. 
De Berliner Zeitung verscheen van 1945 tot de hereniging van de stad in Oost-Berlijn. De eerste uitgave verscheen op 21 mei 1945 en droeg aanvankelijk de ondertitel Organ des Kommandos der Roten Armee. De redactie bestond uit Sovjet-Russische officieren, verzetsstrijders en leden van de KPD. Vanaf 1953 stond de krant onder toezicht van het Centraal Comité van de SED.
Na de val van de Berlijnse Muur werd de krant gekocht door Gruner + Jahr en de Britse uitgever Robert Maxwell. Herfst 2005 werd de krant verkocht aan het Britse Mecom. Tegenwoordig is de krant eigendom van M. DuMont Schauberg.